# Катастрофа Ан-24 под Саратовом
Катастрофа Ан-24 под Саратовом — крупная авиационная катастрофа, произошедшая в ночь среды 1 декабря 1971 года недалеко от Саратова. Авиалайнер Ан-24Б Саратовского ОАО предприятия «Аэрофлот» завершал регулярный внутренний рейс SU-2174 по маршруту Свердловск — Уфа — Саратов, но при заходе на посадку в Саратовском аэропорту Центральный лайнер начал терять скорость. Экипаж попытался увеличить скорость, но вскоре лайнер резко повернул вправо и начал снижаться, перейдя в сваливание, после чего упал на поле в 13 км от аэропорта и полностью разрушился. Погибли все 57 человек на борту — 53 пассажира и 4 члена экипажа.
Катастрофа рейса 2174 стала крупнейшей авиационной катастрофой в Саратовской области, также на момент событий это была крупнейшая катастрофа в истории самолёта Ан-24 (на сегодняшний день — вторая, после катастрофы под Малабо), также катастрофа стала 3-й (по числу жертв) авиакатастрофой в Саратовской авиации (после катастроф под Москвой и под Охридом).

## Самолёт
Ан-24Б с бортовым номером CCCP-46788 (заводской — 57301801) был выпущен заводом Антонова 4 апреля 1965 года. На момент катастрофы авиалайнер имел 10 913 часов налёта и 8544 посадки.

## Экипаж
Состав экипажа рейса SU-2174 был из 260-го лётного отряда Саратовского ОАО, в состав входили четверо человек:
- Командир воздушного судна (КВС) — Пётр Фёдорович Костюченков;

- Второй пилот — Александр Владимирович Милаев;

- Бортмеханик — Владимир Петрович Дубцов;

В салоне авиалайнера работала стюардесса Наталья Сергеевна Рябуха.

## Хронология событий
1 декабря 1971 года, ночью, в 21:59 по местному времени (19:59 МСК) рейс SU-2174 с 53 пассажирами и 4 членами экипажа на борту вылетел из Уфимского аэропорта, а рейс выполнял Ан-24Б борт СССР-46788, который летел из Свердловска в Саратов с промежуточной остановкой в Уфе. Набрав высоту, лайнер занял эшелон 6000 метров и направился к Саратову. Всего на его борту находились 57 человек: 53 пассажира и 4 члена экипажа.
При вылете Ан-24 из Уфы небо над Саратовом было затянуто слоистыми облаками с высотой нижней границы 50—100 метров и высотой верхней границы 500—1000 метров, туман, видимость 500—1000 метров, в облаках обледенение. К моменту подлёта самолёта к аэропорту назначения нижняя граница облачности составляла 90 метров, верхняя — 800—850 метров, дымка, морось, видимость составляла 1000 метров. Экипаж в соответствии с установленной схемой выполнил снижение для захода на посадку с магнитным курсом 118°. Между третьим и четвёртым разворотами экипаж получил от диспетчера информацию об обледенении в облаках. Руководитель полётов не обеспечил передачу информации об обледенении экипажам на частотах подхода и круга, а также не внёс коррективы в циркулярную передачу фактической погоды по УКВ-каналу связи. В 21:46 рейс 2174 начал выполнять четвёртый разворот, а в 21:47:50 диспетчер заметил по экрану радиолокатора, что самолёт после завершения разворота продолжает уклоняться вправо, о чём сообщил экипажу. Однако ответа не последовало, а вскоре засветка самолёта пропала с экрана радиолокатора.
В процессе снижения самолёт вошёл в облака, где постепенно начал терять скорость. Экипаж пытался исправить ситуацию путём увеличения мощности двигателей, а также закрытием кранов кондиционирования, но это не дало эффекта. Когда самолёт на высоте 400 метров вышел на заданную линию курса посадки 118°, он находился в облаках уже около 3 минут 50 секунд. Но из разворота он не вышел, а перешёл в неуправляемое снижение с крутым креном и быстро увеличивающейся вертикальной скоростью. В общей сложности Ан-24 развернулся относительно линии курса на 165° и в 21:48 на курсе 283° в полётной конфигурации (убраны шасси и закрылки) с поднятым вверх носом под углом 7—9° и на малой скорости столкнулся с поверхностью земли в поле в 13 километрах от торца взлётно-посадочной полосы и в 1130 метрах правее её оси, полностью разрушился и частично сгорел. Все 57 человек на его борту (4 члена экипажа и 53 пассажира) погибли.

## Причина
Согласно выводам комиссии, у самолёта по неустановленной причине были закрыты краны противообледенительной системы крыла и оперения. Таким образом, из-за неработающей противообледенительной системы, при пролёте Ан-24 на скорости 240—260 км/ч через облака, на его поверхности начал образовываться лёд, который по предварительным оценкам смог достичь толщины 15 миллиметров. Этого было достаточно для увеличения лобового сопротивления (отсюда и начавшееся снижение скорости), а также для ухудшения аэродинамических характеристик крыла, что и привело к возникновению неуправляемого движения с крутым креном и высокой вертикальной скоростью снижения.